# شهرستان برات
شهرستان برات (به آلبانیائی: Qarku i Beratit) یک شهرستان در آلبانی است.

## خصوصیات
شهرستان برات ۱٬۷۹۸ کیلومترمربع مساحت و ۱۴۱٬۹۴۴ نفر جمعیت دارد و ۴۵۵ متر بالاتر از سطح دریا واقع شده‌است.